# 黑莓公司
黑莓公司（前稱，意為「行動研究」），是加拿大的一家网络安全公司，在转型前为通信公司。由邁克·拉扎里迪斯與道格拉斯·弗萊根共同創立，總部位於加拿大安大略省的滑鐵盧市。主要產品为手提通訊設備黑莓手機，及黑莓企業通訊系統（BlackBerry Enterprise Server）。其保安性能為產品的主要特點。消費者較為熟悉的黑莓手機，曾經是北美最受歡迎的智能手機，廣為行政人員愛戴。其在20世纪80年代与90年代引领了手机和寻呼机行业，并在新千年之后的00年代前期继续短暂引领了智能手机市场，但随着iOS以及Android智能手机在00年代后期到10年代的迅速崛起，黑莓逐渐衰落。
在智能手机业务受挫之后，该公司在新任首席执行官程守宗的领导下逐渐转型为网络安全公司，同时抛弃了他们自有的手机系统，在2015年推出了旗下首款Android智能手机BlackBerry Priv。2016年，黑莓放弃了其硬件业务，转而授权中国的TCL科技制造、生产与销售黑莓品牌的移动设备，同时将其与移动相关的专利和资产出售给其他公司。2018年，TCL发布了最后一款黑莓品牌的智能手机BlackBerry Key2。2020年2月，TCL宣布将于同年8月29日停止生产、设计和销售黑莓手机。2022年1月4日，黑莓终止对其末代自有手机系统BlackBerry 10提供支持，自此彻底退出智能手机市场。黑莓现今的主要产品包括被广泛应用于智能汽车、呼吸机、铁路列车、工厂自动化系统与医疗机器人等领域的嵌入式系统QNX与一系列其它网络安全产品。

## 手机产品
BlackBerry OS 7及之前：
黑莓7系列，黑莓9系列
BlackBerry OS 10：
Z系列：Z10,Z20,Leap(Z10+)
Q系列：Q5,Q10,Q20(Classic),Q30(Passport)
Dev Alpha开发者版：Dev Alpha A,B,C(该系列为BlackBerry官方赠送给开发者的工程机，每型号仅生产3000台，在加拿大手工打造）
保时捷系列：P'9982 ,P'9983 
Android By BlackBerry 手机：
BlackBerry Priv
BlackBerry Key1
BlackBerry Key2
BlackBerry Key2 LE
BlackBerry Motion
BlackBerry DTEK50
BlackBerry DTEK60
BlackBerry Passport 安卓版（未量產)

## 歷史

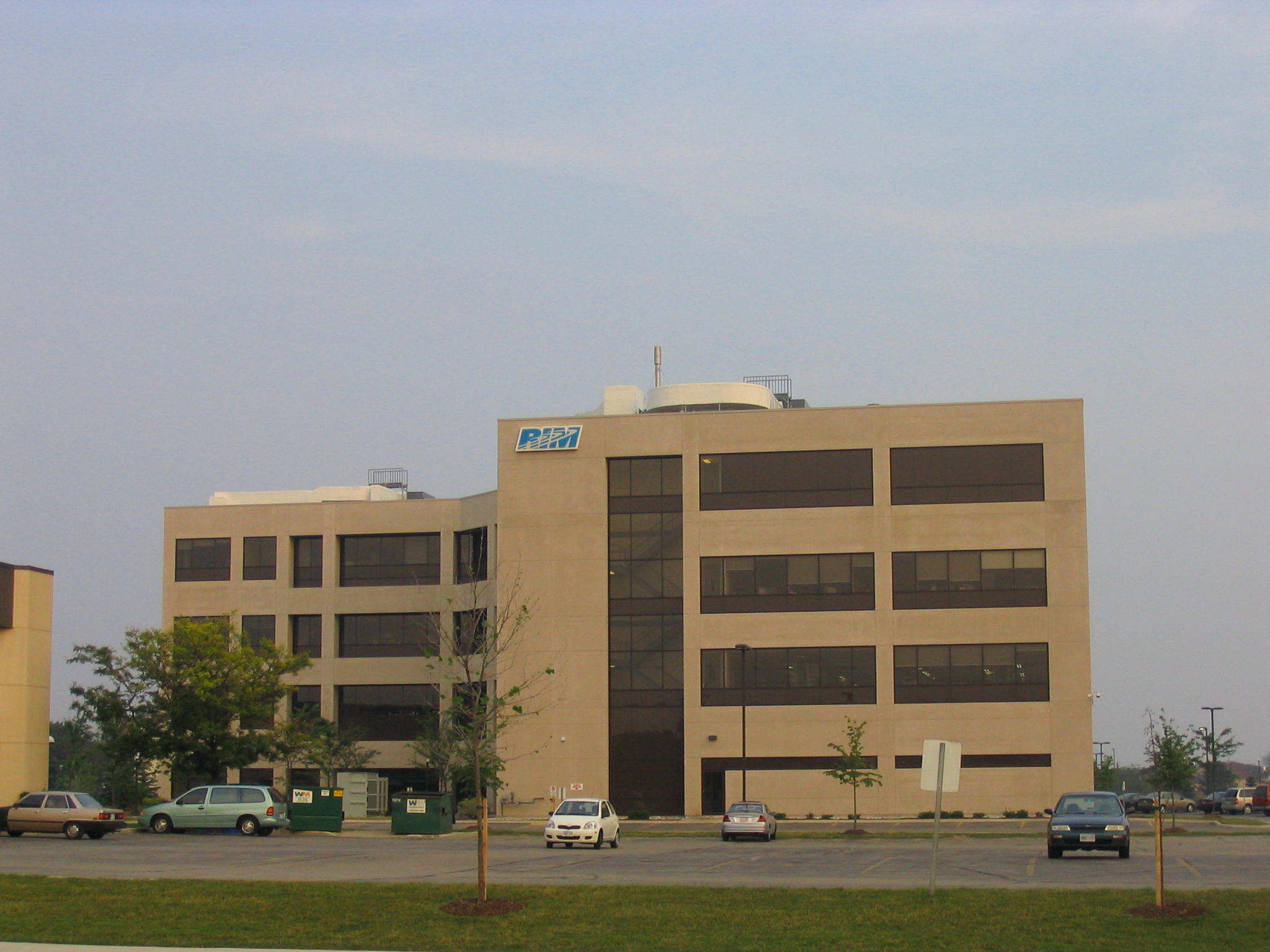
BlackBerry Limited總部

1984年希臘裔加拿大商人的Mike Lazaridis與夥伴Doug Fregin成立RIM公司，Jim Balsillie於1992年加入；1995年推出Pager 900。1998年，RIM生產有電腦鍵盤的PDA；1999年首支能通話的黑莓機RIM 6230問世，有強大的電子郵件功能，支援Push Mail電郵服務。Push mail最大的好处就是高实时性，用户像收短訊一样收到邮件，並且使用了标准的QWERTY键盘。因為鍵盤上的按鈕很像草莓種子，因此命名為「黑莓手机」。RIM接下來還有6510/6750/6710等型號。美國911事件時，因網絡混亂，Blackberry能及时传递現場信息，獲得美國廣大商務人士認同，在美國掀起Black berry的热潮。2004年，RIM公司有第100萬位使用者。
黑莓的主要用家是商務人士和政要，如總統、部長級官員、國會議員等等。2005年，RIM公司有400萬使用者，當中超過20萬用戶為美國政府官員。《富比士》雜誌在「2005年全球20大高增長品牌」評選BlackBerry的品牌的增長率36％，僅次於後來iPhone的38％。
自2007年第一款蘋果iPhone推出伊始，已有不少評論認為，iPhone會是黑莓強勁的競爭對手。因此黑莓於2008年推出了公司第一款觸屏智能手機BlackBerry Storm，支援Microsoft Exchange、IBM Lotus Domino，還有SurePress屏幕技術，也提供了Google Maps和BlackBerry Maps兩種地圖。
儘管2010年年末，黑莓在美國的用戶群達到高峰，約有21,000,000用戶，不少投資評論開始對RIM的競爭能力提出質疑。因而在2011年4月，黑莓正式推出BlackBerry PlayBook。但市場上對PlayBook之批評不絕於耳，迫使RIM降價促銷，造成因此需要撇帳4.85億美元。
2011年夏季，由於營業增長放緩，RIM決定進行大裁員，人數約2000人；2012年1月22日，創辦人決定辭去CEO一職，由Thorsten Heins接任；同年3月29日，RIM錄得有史以來首次淨虧損，迫使RIM再進一步裁去5000名員工，並撤換多名董事 。
2013年1月30日，BlackBerry推出Blackberry 10。同时宣布公司由Research In Motion Limited改名为黑莓公司（BlackBerry Limited）。
2013年2月14日，BlackBerry前聯席CEO兼創始人Jim Balsillie出售黑莓公司5.1%股份。
2013年9月23日，黑莓公司宣布，已同意被费尔法克斯金融控股有限公司（Fairfax Financial Holdings）以47亿美元的价格收购。现已与费尔法克斯签署了收购意向协议。
2013年11月4日，黑莓公司向最大股東加拿大金融控股公司Fairfax Financial賣盤的計劃破裂。黑莓宣布撤換總裁海因斯（Thorsten Heins），由來自香港的Sybase前董事長程守宗（John Chen）暫代，擬定公司的「戰略方向」。程守宗上任後，先發公開信向用戶說明公司已放棄出售業務，並會繼續為客戶提供優質的產品及服務 。同時撤換多名管理人員。 發展方向則專注於政府部門和商業客戶，特別是一些受監管行業，例如金融、醫療等等。一些非核心業務則外判，如由富士康設計及製造部分手機；或跟其他公司合作，如引入Amazon Appstore 。
2016年初，黑莓宣布放弃Blackberry 10操作系统，并承诺最后支持两个大版本。
2016年中旬，黑莓宣布授权印度尼西亚公司bbmtek运营旗下即时通讯软件BBM的安卓与IOS版本。
2016年12月25日，黑莓公司除印度、斯里蘭卡、尼泊爾、孟加拉與印尼等市場外，全球範圍內將由TCL設計、製造與銷售黑莓品牌的行動裝置。
2017年，黑莓总裁程守宗（John Chen）宣布将保证旗下黑莓手机至少两年的系统支持，并计划于2019年12月31日关闭黑莓安全网络服务和Blackberry World。
2018年4月1日，黑莓公司宣布关闭旗下应用商店Blackberry World的支付服务，转型为免费商店。
2018年11月16日黑莓公司以14億美元現金收購網絡安全公司Cylance。
2019年7月，黑莓宣布将在2020年后继续非义务性地支持旗下的Blackberry OS 和Blackberry 10系统的手机。
2020年2月，TCL宣布将于2020年8月29日后不再生产、设计和销售黑莓手机。
2020年2月11日，阿联酋电信宣布停止与黑莓公司合作支持黑莓手机的一切服务。

## 專利
2000年時，美國維吉尼亞科技公司（NTP）寄警告信函給RIM，聲明RIM侵害其無線電子郵件的相關專利。隔年雙方在維吉尼亞州法院進行訴訟。2002年11月，陪審團判定NTP的專利有效，並認定RIM確有侵權行為。2003年8月，法官判決RIM必須賠償5300萬美元，RIM隨即上訴。2005年3月，RIM與NTP打算以4.5億美元和解，但未成功。2006年1月，最高法院駁回RIM的上訴。該年3月3日RIM同意支付6.125億美元，RIM可永久使用NTP的專利。

## 外部連結
- Blackberry（页面存档备份，存于）